# Galinakopf
Der Galinakopf ist ein 2198 Meter hoher Berg im Rätikon, einer Gebirgsgruppe der östlichen Zentralalpen. Er ist namensgebend für die dortige Bergkette Galina-Gruppe, einer Untergruppe des Rätikons. Er liegt genau auf der Staatsgrenze zwischen Österreich (Bundesland Vorarlberg) und Liechtenstein (östlicher Teil der Gemeinde Balzers, Valorschbach). Seine Südflanke ist bis zum Gipfelkreuz hinauf mit Gras bewachsen, die anderen Seiten bestehen aus zum Teil schroffen Felswänden. Der Galinakopf sendet vier ausgeprägte Grate nach Norden, Osten, Süden und Südwesten aus. Der gezackte Nordgrat heißt Galinagrat und ist nicht zu verwechseln mit dem zunächst nach Osten und dann nach Nordosten verlaufenden mit Wiesen bedeckten Galinagrätle. Der Berg besitzt gegenüber seiner Umgebung durch seine Höhe eine große geografische Dominanz, er ist daher ein beliebter Aussichtsberg, der über die Südflanke leicht zu begehen ist.

## Umgebung
Der Galinakopf liegt gut fünfeinhalb Kilometer Luftlinie nördlich des liechtensteinischen Wintersportorts Malbun im Malbuntal. Das Vorarlberger Nenzing liegt gut siebeneinhalb Kilometer in nordöstlicher Richtung. Der Berg fällt nach Westen zum Wurmtal ab, nach Osten zur Galinaalpe und nach Südwesten zum Tal des Valorschbachs. Die benachbarten Berge sind deutlich niedriger, in nördlicher Richtung des Galinagrats liegen, getrennt durch den Zigerbergsattel auf 1884 Metern, die Hohen Köpfe (bis 2066 m). Im Verlauf des Galinagrätle, getrennt durch einen unbenannten Sattel (1820 m), liegt im Nordosten der Lohnspitz mit 1758 Metern Höhe, die höchste Erhebung des Grätle bildet der Vermessungspunkt auf 1863 Metern. Im Süden des Galinakopfs liegt der 2006 Meter hohe Wurmtalkopf und im Westen schließlich der Langspetz (auch Zigerbergkopf genannt) mit 2050 Metern Höhe.

## Wege
Der Normalweg auf den Kopf führt durch die Südflanke auf einem leichten Wanderweg, der seinen Ausgangspunkt am Gasthaus Mattajoch auf der Vordergampalpe (1562 m) nimmt. Die Gehzeit beträgt nach der Literatur etwa zwei Stunden. Eine leichte Besteigung ist auch vom südlich gelegenen Malbun aus möglich. Der Galinagrat hingegen bietet auch Klettermöglichkeiten.

## Trivia
- Traditionell findet die Dressübergabe an neue Spieler des Volleyballvereins VBC Galina bei Sonnenaufgang auf dem Galinakopf statt.